# Гриф старого борца (фильм)
«Гриф старого борца» — российский художественный немой фильм, снятый в 1916 году режиссёром Евгением Бауэром. Вышел на экраны 28 сентября 1916 года. Другое название — «Женщина от греха». Фильм не сохранился.

## Сюжет
Сценарий опубликован в журнале «Пегас» (№ 8 за 1916 год).
Знаменитый борец Карло де Милано обладал необычайной силой. Вместе с приёмным сыном он купил старый дом с виноградником и глубоким подвалом, куда вела подгнившая лестница. Юноша привёл в дом любимую женщину Кристу. Отец благословил их на свадьбу.
Однажды, спасая рыбачий баркас, молодой муж простудился и заболел. Отец и Криста ухаживали за ним. Их взгляды часто встречались. Старый борец не в силах побороть греховную страсть, он целует дочь сына.
Следующим утром по дороге к роднику Криста встретила красавца-татарина Селима. Лючиано выздоровел, но по ночам Криста стала убегать из дома.
Однажды ночью отец увидел любовников и хотел их наказать, но его ноги подкосились и он упал. Старого борца разбил паралич, он лишился речи. Старик прикован к креслу. Он ненавидит женщину, она платит ему тем же. В отсутствие Лючиано она целуется в присутствии его отца с Селимом. Криста говорит старому борцу, что ненавидит его и мужа, и начинает издеваться над стариком в отсутствие мужа.
В ожидании возвращения мужа она посылает работника в подвал. Под ним разрушается старая лестница, и он чудом остаётся жив. Работник рассказывает о происшествии ей и старику и уходит.
Возвращается Лючиано. Криста решает избавиться от мужа и просит его сходить за вином. Отец пытается предупредить об отсутствии лестницы, но сын его не понимает. Лючиано падает в подвал. Поднятый силой любви к сыну и гнева на женщину, паралитик встал с кресла и впился руками в шею женщины, задушив её.

## В ролях
- Вера Каралли — Криста, дочь виноградаря
- Иван Перестиани — Карло де-Милано, бывший борец
- Владимир Стрижевский — Лючиано, его приёмыш
- Константин Джемаров — Селим

## Съёмочная группа
- Режиссёр: Евгений Бауэр
- Сценарист: И. Неведомов (Иван Перестиани)
- Оператор: Борис Завелев
- Продюсер: Александр Ханжонков

## Критика
Историк кино Вениамин Вишневский оценил фильм как «одну из лучших постановок Е. Бауэра».
Киновед Ромил Соболев также называл упоминал этот фильм в числе лучших в творчестве режиссёра Бауэра.